# Ornithion
Genre
Le genre Ornithion regroupe trois espèces de passereaux de la famille des Tyrannidae.

## Liste d'espèces
D'après la classification de référence du Congrès ornithologique international (version 9.1, 2019) (ordre phylogénique) :
- Ornithion semiflavum – Tyranneau à ventre jaune
- Ornithion brunneicapillus – Tyranneau à tête brune
- Ornithion inerme – Tyranneau minute